# Пятидесятническая церковь «Бог есть Любовь»
Пятидесятническая церковь «Бог есть Любовь» (порт. Igreja Pentecostal Deus é Amor, IPDA) — христианская протестантская церковь, базирующаяся в Бразилии. Ведёт миссионерскую работу в 136 странах мира и объединяет 3 млн верующих. 
Согласно переписи 2010 года в самой Бразилии насчитывалось 845 тыс. прихожан церкви. По всей стране действует 17,5 тыс. общин, из которых 4,3 тыс. имеют собственное церковное здание.  Штаб-квартира церкви расположена в Сан-Паулу. 
Девизом церкви является цитата из Библии:
Бог есть любовь1 Иоан., 4 глава

## История
Пятидесятническую церковь «Бог есть Любовь» основал миссионер Дэвид Мартинс Миранда (род. в 1936). Выросший в католической семье на юге Бразилии, Миранда в возрасте 22 лет переехал в Сан-Паулу, где обратился в пятидесятничество. Оказавшись безработным в марте 1962 года, Дэвид основал церковь, первыми членами которой стали его мать и сестра. Новая деноминация была зарегистрирована 3 июня 1962 года. В том же году церковь начала радиопрограмму "Голос освобождения", которая выходит в эфир без перерывов до сегодняшнего дня.
В течение короткого времени к церкви присоединились ряд других пятидесятнических общин Сан-Паулу. Благодаря миссионерской активности, церкви «Бог есть Любовь» появились во всех штатах Бразилии. Пятидесятническая церковь «Бог есть Любовь» является преимущественно городским пятидесятническим движением. 
В 2004 году в Сан-Паулу был открыт национальный храм деноминации — Храм Божией славы, вмещающий 60 тыс. прихожан. На момент открытия он являлся крупнейшим церковным зданием в мире. 
Крупные филиалы церкви действуют в Парагвае, Уругвае, Перу и на африканском континенте. В Европе церковь представлена преимущественно среди бразильской диаспоры.

## Вероучение
Пятидесятническая церковь «Бог есть Любовь» относится к пятидесятникам двух благословений. Церковь верит в возможность крещения Духом Святым со знамениями говорения на иных языках. Большой акцент в служении сделан на возможность физического исцеления.
Верующие придерживаются строгих моральных правил и норм поведения. Так, в церкви не приветствуется просмотр светских телепрограмм, прослушивание светской "мирской" музыки, занятие профессиональным спортом. Мужчины, становясь полноправными членами общины не могут работать на должностях, требующих применения оружия. Женщины не пользуются косметикой, контрацепцией, не носят золотых украшений и брюк.